# Chiesa di San Pietro e Santa Maria della Pace
La chiesa di San Pietro e Santa Maria della Pace, nota anche come santuario di Santa Maria della Pace, è un luogo di culto cattolico dalle forme moderniste, situato in via Battilocchi 51 a Marzolara, frazione di Calestano, in provincia e diocesi di Parma; è sede di una parrocchia compresa nella zona pastorale della Montagna.

## Storia
Il luogo di culto originario fu costruito in epoca medievale; la più antica testimonianza della sua esistenza risale al 1230, quando la cappella fu citata nel Capitulum seu Rotulus Decimarum della diocesi di Parma tra le dipendenze della pieve di Castrignano.
Nel XV secolo fu probabilmente ricostruita la zona absidale del tempio romanico.
Nel 1494 fu menzionata per la prima volta l'intitolazione della chiesa a san Pietro Apostolo.
Tra il XVI e il XVII secolo il presbiterio absidato fu coperto con una volta a botte lunettata.
Nel 1908 furono avviati i lavori di costruzione di un nuovo tempio in adiacenza a quello medievale, su progetto dell'architetto Alfredo Provinciali; l'edificio modernista, affiancato da due cappelle, fu completato nel 1915, riutilizzando e sopraelevando il campanile dell'antico luogo di culto, che fu adibito a salone parrocchiale.
Il 2 luglio del 1916 fu collocata nell'ancona dell'altare maggiore la venerata statua della Madonna della Pace, proveniente dall'oratorio di Santa Maria della Pace di Parma, sconsacrato due anni prima.
Nel 1928 fu costruita la facciata in forme eclettiche, su disegno dell'architetto Camillo Uccelli.
Intorno al 1950 furono avviati nuovi lavori, con la realizzazione di due cappelle sul lato destro, su progetto dell'architetto Italo Costa; nel 1962 furono aggiunte per simmetria le due cappelle sulla sinistra e furono costruiti due locali di servizio ai fianchi della facciata, che fu allargata in perfetta continuità stilistica col resto del prospetto; nel 1963 furono infine decorati gli interni da Manlio Manuati.
Il 12 ottobre del 1969 il vescovo di Parma Amilcare Pasini elevò il tempio a santuario diocesano, dedicato a santa Maria della Pace.
Il 23 dicembre del 2008 un violento terremoto colpì il territorio; tra il 2010 e il 2013 la chiesa fu sottoposta a interventi di restauro e consolidamento strutturale.

## Descrizione

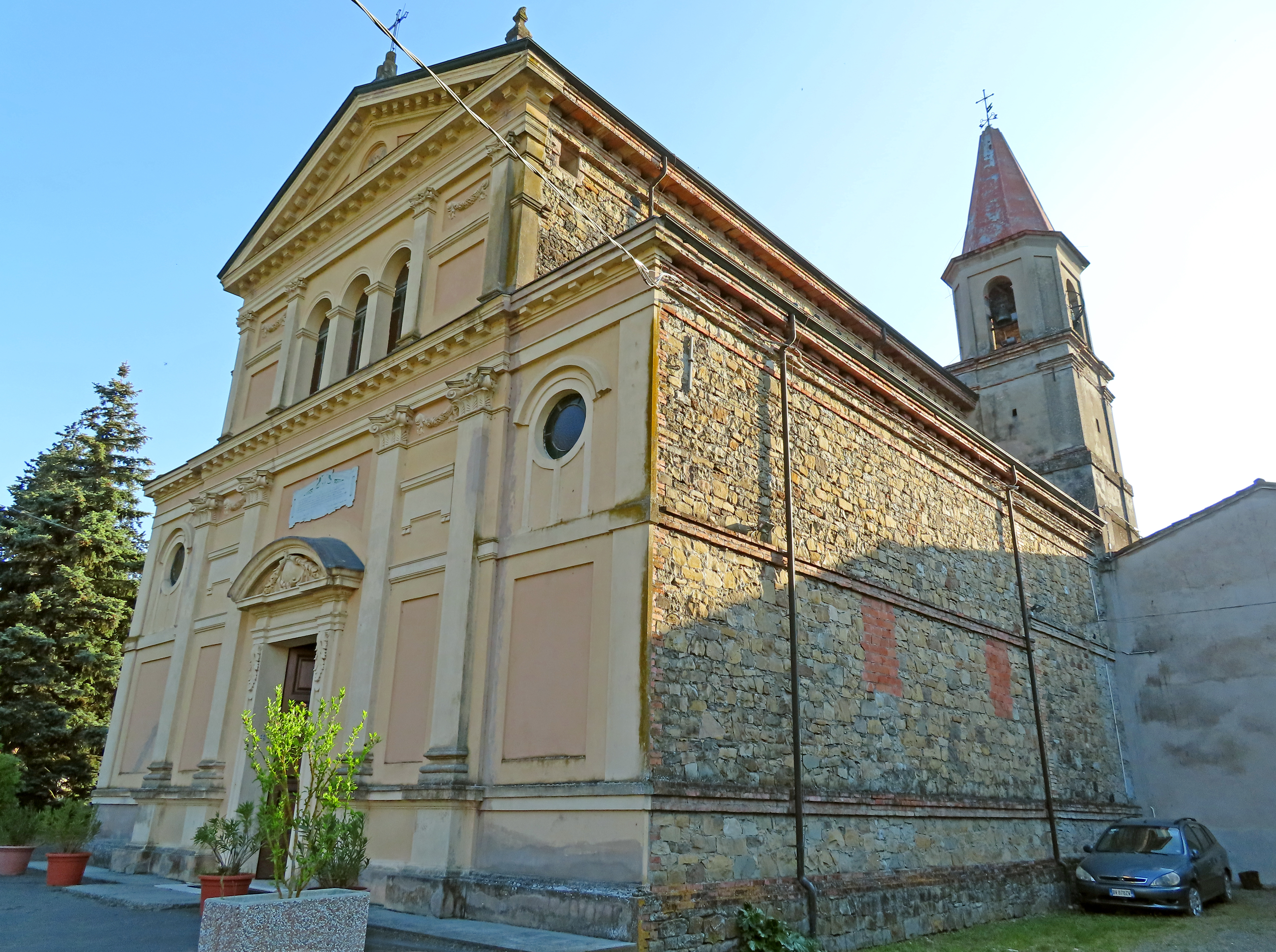
Facciata e lato nord

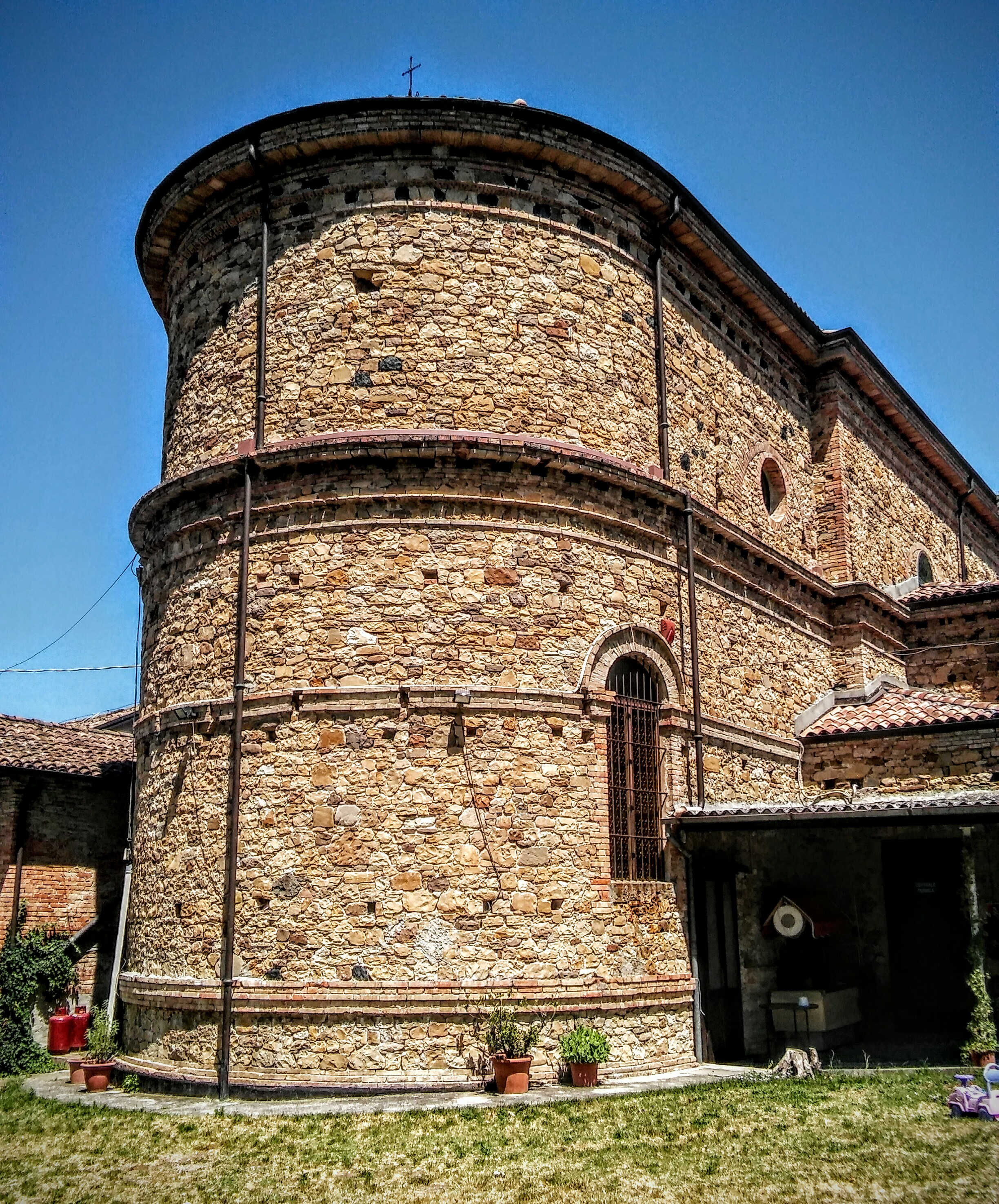
Abside

La chiesa si sviluppa su un impianto a navata unica affiancata da tre cappelle per parte, con ingresso a est e presbiterio absidato a ovest; in adiacenza al lato destro si trova l'antico luogo di culto, riadattato a salone parrocchiale.
La simmetrica facciata a salienti, interamente intonacata, è suddivisa orizzontalmente in due parti da un alto cornicione modanato a dentelli. Inferiormente si elevano su un basamento sei lesene, di cui le quattro centrali coronate da capitelli compositi collegati tra loro da festoni in rilievo; nel mezzo è collocato l'ampio portale d'ingresso, delimitato da lesene binate e sormontato da un frontone curvilineo con cornice in aggetto; ai lati si trovano due specchiature quadrate, che si ripetono anche alle estremità, ove si aprono, sotto gli attici di coronamento, due oculi incorniciati. Superiormente si ergono, in continuità con quelle sottostanti, quattro lesene composite; nel mezzo sono poste tre monofore ad arco a tutto sesto, scandite da pilastri sormontati da capitelli dorici; ai lati si trovano due specchiature quadrate. In sommità si staglia un grande frontone triangolare con cornice dentellata in aggetto; a coronamento si elevano due piccoli pinnacoli alle estremità e un'alta croce metallica al centro.
I fianchi, interamente rivestiti in pietra, sono scanditi da lesene; al termine del lato destro, si erge su due ordini il campanile intonacato, ornato sulle estremità da lesene doriche; la cella campanaria a pianta ottagonale si affaccia sulle quattro fronti principali attraverso ampie monofore ad arco a tutto sesto, aperte all'interno di specchiature rettangolari; a coronamento si eleva, oltre il cornicione in aggetto, un'aguzza guglia in rame a pianta ottagonale.
All'interno la navata, coperta da una volta a botte lunettata dipinta, è affiancata da una serie di lesene composite a sostegno del cornicione perimetrale modanato; le cappelle laterali, chiuse superiormente da volte a crociera alternate a volte a botte, si affacciano sull'aula attraverso ampie arcate a tutto sesto.
Il presbiterio, lievemente sopraelevato, è preceduto dall'alto arco trionfale a tutto sesto, retto da paraste composite; l'ambiente, coperto da una volta a botte lunettata affrescata, accoglie nel mezzo l'altare maggiore marmoreo a mensa, aggiunto intorno al 1980; sul fondo l'abside, chiusa superiormente dal catino a semicupola, conserva all'interno di un'ancona barocca la statua della Madonna della Pace, realizzata a Roma nel XVII secolo e proveniente dall'oratorio di Santa Maria della Pace di Parma.